# ساجي المرشد
ساجي المرشد (1931 - 1998) إمام الطائفة المرشدية ومعلم المعرفة الجديدة التي جاء بها مجيب المرشد. استلم زمام الأمور في الطائفة المرشدية بعد أن اغتيل مجيب سلمان المرشد صاحب الدعوة المرشدية في 27 نوفمبر 1952، وعلى عاتقه قامت التطورات الأهم في تاريخ هذه الطائفة مرفقة بكافة الأزمات والتطورات السلبية والإيجابية المؤثرة على طائفته والمرتبطة بالمنطقة.

## أهم إنجازاته السياسية
1. حماية الطائفة المرشدية خلال الصراع السياسي القائم في سوريا في الفترة الممتدة من منتصف الخمسينيات إلى سنة 1970، حيث كان السيطرة على قرار الطائفة المرشدية المتماسكة هدفا مشتركا لدى كل القوى (السلطة السورية بعد الانقلاب على الشيشكلي- القوميين السوريين كحزب يرغب بالسلطة وله وجوده العسكري في الجيش- سلطة جمال عبد الناصر في عهد الوحدة- البعثيين في فترتي ميشيل عفلق وصلاح جديد)، حيث عمل ساجي بما استطاع على حماية الطائفة من محاولات ابتلاعها فكان أن تعرض ساجي وإخوته وجماعته للسجن والاضطهاد والإقامات الجبرية.
2. أثناء المحاولة الانقلابية لرفعت الأسد، كان موقف ساجي حازما في موضوع الوقوف إلى جانب حافظ الأسد، رغم أن سرايا الدفاع (القوة العسكرية الضاربة لرفعت الأسد) كانت ترتكز في جزء مهم منها على المرشديين، لذلك وبشكل كبير فإن خروج حافظ الاسد من هذه الازمة كان بفضل المرشديين.

أما على الصعيد الاجتماعي:
1. إعطاء المرأة المرشدية حقوقا تجعلها في مساواة الرجل تماما، ففي حين أن المرأة العلوية لا تدخل في الدين الباطني (تعلم الأسرار الدينية والصلاة والمعرفة الروحية) فإن المرأة المرشدية لا يحجب عنها أية معارف روحية خاصة بالطائفة، إضافة لذلك مساواتها في الإرث والقيمة الاجتماعية.
2. الإلغاء التام للحالة الكهنوتية، حيث أصبح المختصين بتعليم الصلاة وعقد الزيجات (يسمونهم الملقنين) ينتخبون انتخابا حرا من قبل أبناء المنطقة الخاصة بهم وفق شروط أخلاقية وموضعية وثقافية معينة (التحصيل العلمي والصدق والأمانة).
3. إظهار المرشدية كحالة اجتماعية ثقافية لا سياسية ولا عرقية مما استتبع انفتاح الطائفة على محيطها بشكل واضح.